# Draba pseudovesicaria
Draba pseudovesicaria là một loài thực vật có hoa trong họ Cải. Loài này được O.E.Schulz mô tả khoa học đầu tiên năm 1927.